# ایتر (بلژیک)
شهر ایتر (به فرانسوی: Ittre) در شهرستان نیول در استان اوئلون بربان در منطقه فدرال والوون در کشور بلژیک واقع شده‌است.